# Зигзаг (пещера)
Зигзаг — пещера, расположенная Мелеузовском районе Башкирии в знаменитом Кутукском урочище. Карстовая пещера, образована в известняках и доломитах франского яруса девона. Путь до пещеры Зигзаг начинается с подъёма на плато от хутора Серять по грунтовой дороге, no которой можно проехать только на автомобилях повышенной проходимости или квадроциклах.

## Описание
Название этой пещеры говорит само за себя. На борту провальной воронки расположены две входа диаметром 1 метр и 3 метра. От входа пещера круто уходит вниз. Коридоры довольно высокие, можно ходить не сгибаясь, но очень извилистые — поворот следует за поворотом, буквально через каждые несколько метров. Стены и потолки грота состоят чёрного мрамора с белыми прожилками. Пещера имеет ответвления. В узких проходах можно наблюдать великолепные натёки сталактитов и сталагмитов. Особенно поражает разноцветный сталактитовый водопад.
Коридор спускается вниз всё глубже, пока не достигает перпендикулярного коридора с мощной подводной рекой. Это подводная часть реки Кутук. На поверхности река Кутук проваливается в землю и продолжает течение в подземной галерее.
Температура летом +9 °С, зимой +6 °С, в феврале–марте вход пещеры промерзает. В пещере обитают летучие мыши, в реке — рыбы.